# Сіум
 Сіум (Сіу)  — цар (або обраний отаман) кутіїв, правив 7 років в Шумері у 2116-2109 до н. е. (2057-2050 до н. е. за іншими даними). Був знайдений його напис в Уммі.